# Рыжковой, Виталий Иванович
Виталий Иванович Рыжковой (28 апреля 1976) — украинский футболист, выступавший на позиции полузащитника. Сыграл 30 матчей в высшей лиге Молдавии, также выступал в профессиональных клубах Украины и России.

## Биография
В начале карьеры выступал на любительском уровне за львовский «ЛГУФК» и «Импульс» из Каменца-Подольского. В сезоне 1995/96 играл в первом дивизионе Молдавии за «Чухур», а весной 1996 года выступал за «Ратушу» из Каменца-Подольского во первой лиге Украины. В сезоне 1996/97 вернулся в «Чухур», который теперь играл в высшем дивизионе Молдавии, и провёл в его составе 11 матчей. В 1999 году вместе со своими товарищами по прежним командам Михаилом Сомиком и Сергеем Федорчуком перешёл в российский «КАМАЗ», игравший во втором дивизионе, сыграл за эту команду 13 матчей. Затем в течение трёх неполных сезонов играл в высшем дивизионе Молдавии за «Нистру» (Атаки) и принял участие в 19 матчах.
После возвращения на Украину играл за команды второй лиги — «Нефтяник» (Долина), «Десна» (Чернигов), «Явор» (Краснополье) и «Еднисть» (Плиски). Всего за карьеру сыграл 15 матчей в первой украинской лиге и 160 матчей (2 гола) — во второй.
В возрасте 31 год завершил профессиональную карьеру, в дальнейшем играл на любительском уровне за команды Симферополя и Шаргорода. В 2010—2011 годах был играющим тренером клуба «УЭУ-СКИФ» (Симферополь).